# Aftrekken (seksuele handeling)

Liggende man die zichzelf aftrekt

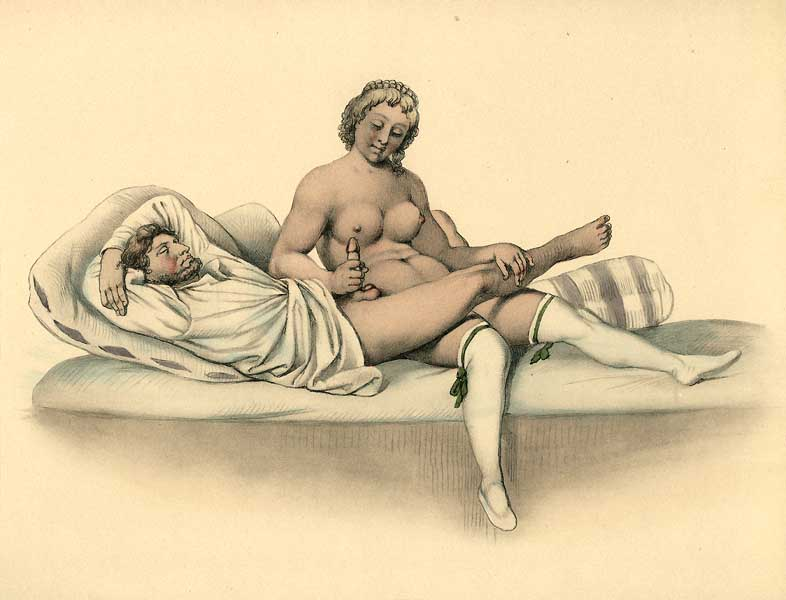
Aquarel uit 1840 van Peter Johann Nepomuk Geiger van een vrouw die een man aftrekt

Aftrekken is een seksuele handeling waarbij de penis met de hand seksueel wordt gestimuleerd, veelal leidend tot een orgasme en ejaculatie.
Zichzelf aftrekken is een vorm van masturberen. Het aftrekken kan ook door een sekspartner gedaan worden (manuele seks). Een erotische massage met 'happy ending' betreft een massage waarbij de masseur de man aan het eind van de massage tot orgasme brengt.

## Techniek
De basisbeweging van aftrekken is met enkele vingers of de vuist de huidlaag rond de schacht van de stijve penis naar boven en beneden te bewegen, waarbij de voorhuid over de eikel schuift, tot orgasme en zaadlozing wordt bereikt. De op-en-neergaande beweging kan worden versneld, naarmate de ejaculatie nadert. Om het glijden te vergemakkelijken wordt glijmiddel of speeksel aangebracht. Bij een besneden penis is het bevochtigen extra belangrijk omdat de eikel droger is.
Het meest gevoelige deel van de penis is het gebied van de eikel, met name de eikelrand en het toompje.

## Kunstmatige inseminatie
Bij kunstmatige inseminatie trekt de donor zich af en staat het sperma af voor inseminatie. Dit gebeurt bij de donor thuis of in een kliniek of ziekenhuis in een 'herenkamertje'.

## Trivia
- Bij een circle jerk vormt een groep mannen een cirkel waarin ieder de naastliggende persoon aftrekt.[4]